# 若爾納瓦
48°59′27″N 22°38′14″E / 48.99083°N 22.63722°E

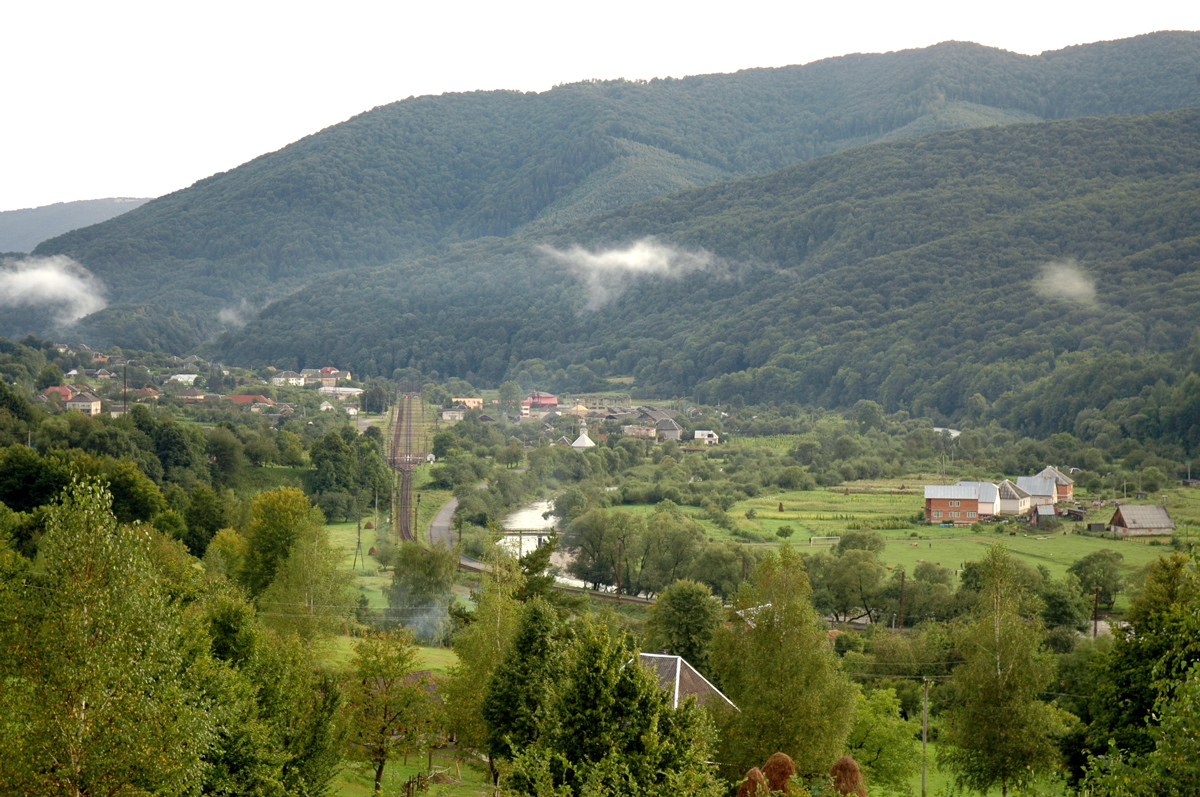

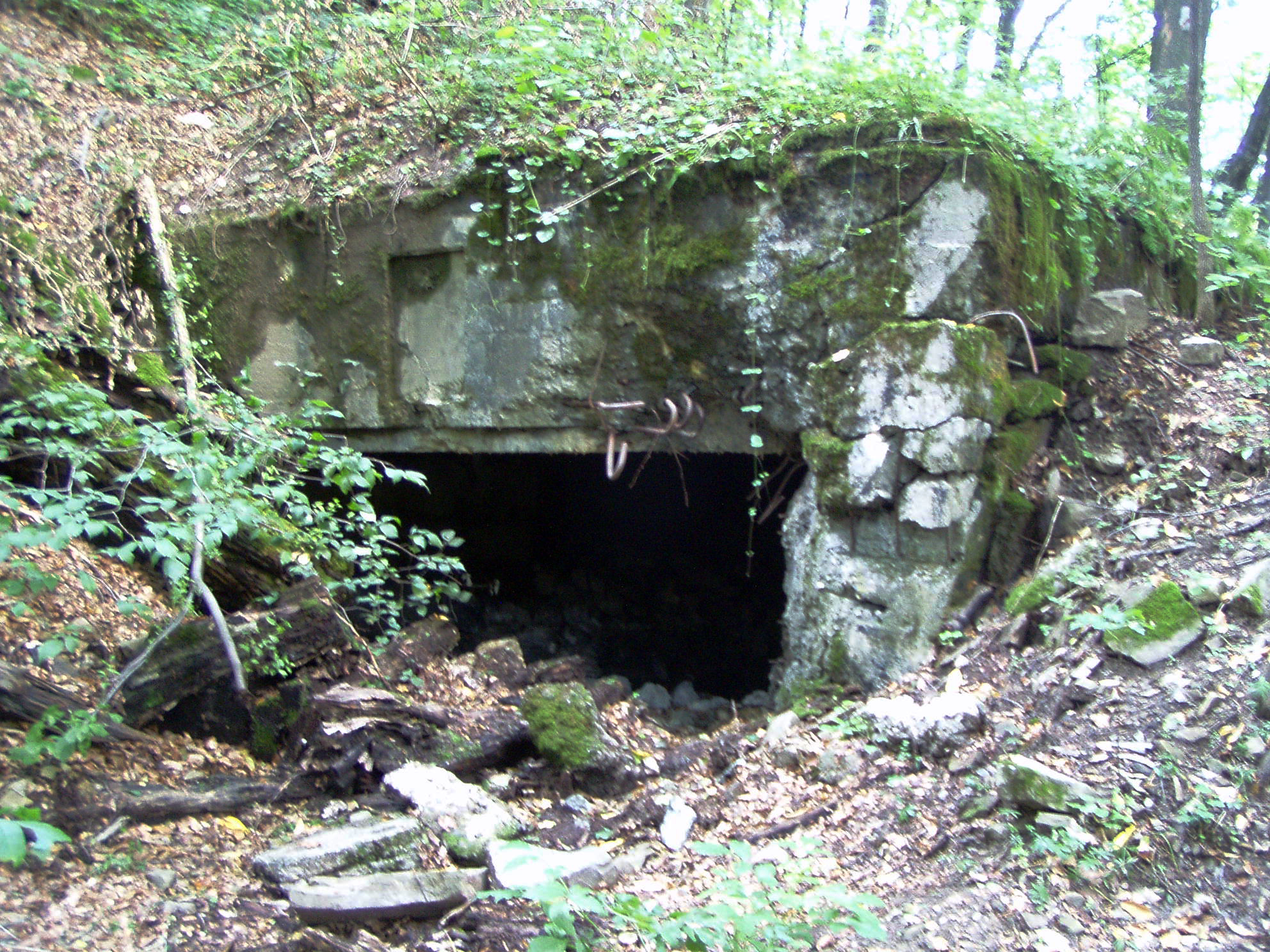

若爾納瓦（烏克蘭語：Жорнава）是烏克蘭西部的村莊，隸屬外喀爾巴阡州的烏日霍羅德區。該村始建於1602年，面積48.28平方公里，海拔高度337米，2001年人口601，人口密度每平方公里12.45人。